# Secondo periodo intermedio
Il secondo periodo intermedio dell'Egitto è quella fase della storia egizia, tra il Medio Regno ed il Nuovo Regno, caratterizzata da lotte interne nello Stato e dall'invasione.
Esso copre un periodo che va, secondo Cimmino, dal 1790 (o 1658 se si esclude la XIII dinastia) al 1543 a.C. e comprende cinque dinastie.

## XIII dinastia
Per la lista dei sovrani di questa dinastia vedi XIII dinastia egizia
Le vicende di questa dinastia pongono interrogativi a cui le nostre conoscenze attuali non sono in grado di rispondere.

I sovrani della XII dinastia lasciano ai loro successori uno stato forte ed unito in cui la successione è avvenuta di padre in figlio; la XIII dinastia si caratterizza per la quasi totale mancanza di linee dinastiche e per la brevità dei regni dei vari sovrani. Nell'arco dei 160 anni attribuiti a questa dinastia, dal 1790 a.C. al 1630 a.C., si succedono un gran numero di sovrani.

Le nostre fonti tradizionali forniscono informazioni parziali ed incomplete: le liste reali di Abido e Saqqara saltano del tutto questa dinastia, come anche le altre del Secondo periodo intermedio; la lista di Karnak dell'Akh-Menu riporta solo alcuni nomi apparentemente senza un ordine cronologico; Manetone riferisce di 60 re diospoliti ossia tebani che regnarono per 453 anni; il Canone reale è l'unico a riportare la sequenza dei sovrani (colonne 6 e 7) ma le sue precarie condizioni di conservazione ne rendono difficile la lettura; i nomi attribuibili con una certa sicurezza alla XIII dinastia dovrebbero essere stati circa 50, tenendo però conto che l'elenco, privo di divisioni, è molto più lungo e comprende sovrani attualmente inseriti nelle dinastie seguenti. 

Ai nomi riportati dal Canone Reale bisogna aggiungere quelli provenienti da ritrovamenti archeologici e a cui non è stato possibile associare un nome presente nella succitata lista; l'attribuzione di questi ultimi a questa fase storica è eseguita in base ad analisi stilistiche dei reperti o ai pochi cenni storici associati. Per questi sovrani è però impossibile tentare una qualche collocazione cronologica, alcuni di questi erano stati precedentemente inseriti nella XVII dinastia.

Per pochi dei sovrani della XIII dinastia è stata identificata ed esplorata la tomba

Storicamente è certo che nel corso di questa dinastia l'Egitto perde la sua unitarietà, molti sovrani governano solamente su parte dell'Egitto stesso, talvolta su un solo distretto, anche contemporaneamente ed infatti anche le dinastia (XIV, XV e XVI), sono considerate coeve degli ultimi sovrani della XIII.

Gli ultimi sovrani della XIII dinastia, con un dominio limitato alla sola Tebe, e distretti limitrofi, sono tributari dei sovrani hyksos di Avaris (XV dinastia).
È possibile che anche alcuni sovrani ascritti a questa dinastia siano stati contemporanei tra loro regnando su città diverse.
Con la scomparsa del potere centrale riprende l'infiltrazione di genti di ceppo semita dalla penisola del Sinai.

## XIV dinastia
Per la lista dei sovrani di questa dinastia vedi XIV dinastia egizia
Secondo Manetone, nella versione di Flavio Giuseppe, la XIV dinastia sarebbe stata composta da 76 sovrani ed avrebbe regnato per 184 anni avendo come capitale Xois nel Basso Egitto

In realtà tale dinastia fu contemporanea alla XIII dinastia e raccoglie tutti quei sovrani che regnarono su parti del delta del Nilo tra il 1790 a.C. ed il 1630 a.C. avendo dapprima come centro di potere Avaris.

A partire da circa il 1720 a.C. questi sovrani regnarono come vassalli dei cosiddetti hyksos. 

Tranne che per alcuni, di cui esistono documentazioni archeologiche, la maggior parte dei sovrani di questa dinastia è nota solamente dal Canone Reale che nelle colonne 8, 9 e 10 risulta gravemente mutilo e sembra anche contenere numerosi nomi fittizi.

## XV dinastia
Per la lista dei sovrani di questa dinastia vedi XV dinastia egizia
Questa dinastia comprende i Grandi Hyksos ossia i sovrani semiti che da Avaris governarono direttamente, o indirettamente tramite vassalli, tutto l'Egitto fino al termine del Secondo periodo intermedio.

Il nome hyksos deriva dal termine usato nel Canone Reale per indicare questi sovrani hka haswt, ossia Capitani di un paese straniero al posto del termine nesut byti, interpretabile come re.

Gli hyksos erano dunque i signori delle popolazioni semitiche che penetrarono nel Basso Egitto, attraverso la penisola del Sinai a partire dalla fine della XII dinastia, popolazioni chiamate Aamu, Setjetu, Mentju, abitanti del Retenu.

Intorno al 1720 a.C. tali popolazioni furono abbastanza forti da sconfiggere i dinasti egizi della XIV dinastia (che avevano staccato il delta del Nilo dal resto dell'Egitto da alcuni decenni) rendendoli vassalli e tributari.

Intorno al 1660 a.C. i sovrani hyksos si sentirono abbastanza forti da affrontare, e sconfiggere, il resto dell'Egitto, occupando Menfi, la Residenza (ossia la capitale) Ity Tawy e portando il confine almeno fino a Gebelein.

Non è ancora chiaro se gli ultimi dinasti della XIII dinastia ed i primi della XVII siano stati o meno anch'essi tributari degli hyksos, comunque per circa un secolo il loro potere fu limitato al solo Alto Egitto.

Con la conquista di Menfi inizia appunto la XV dinastia i cui componenti sono detti Grandi Hyksos per distinguerli dai governatori e dinasti locali, semiti ed egizi, che regnarono, come vassalli (pur talvolta arrogandosi i titoli della piena regalità) sul Basso e Medio Egitto e che sono raggruppati nella XVI dinastia.

Le nostre fonti sulla XV dinastia sono costituite da ciò che riportano due degli epitomatori di Manetone, dal Canone Reale (mutilo e frammentario), da alcune altre fonti epigrafiche e da un limitato numero di reperti archeologici, soprattutto scarabei.

La scarsezza di monumenti è dovuta alla damnatio memoriae del periodo hyksos che venne messa in atto durante il Nuovo Regno e che comportò la sistematica distruzione di tutte le tracce di un passato ritenuto ignominioso.

Flavio Giuseppe afferma, citando Manetone, che la XV dinastia, composta da 6 sovrani avrebbe regnato per 259 anni e 10 mesi mentre Sesto Giulio Africano, sempre citando Manetone, riporta, con lo stesso numero di sovrani, una durata di 284.

Entrambe le valutazioni non sono conciliabili con i dati cronologici da noi posseduti che meglio concordano con il Canone Reale che alla riga 10,21 riporta la somma di sei capi di un paese straniero che regnarono 108 anni.
Il papiro, estremamente rovinato in questa sezione, conserva solamente il nome dell'ultimo sovrano della dinastia: Khamudy.
I dati archeologici attestano solamente quattro sovrani riferibili a questo periodo e tre di essi con lo stesso nome: Aphophis.

Anche un elenco di sacerdoti appartenenti ad una famiglia di Menfi riporta alcuni nomi riferibili alla XV dinastia, ma difficilmente collegabili ad altri.

La dinastia termina intorno al 1530 a.C. quando il primo sovrano della XVIII dinastia riunifica l'Egitto riconquistando anche il delta del Nilo e aprendo la fase storica del Nuovo Regno.

## XVI dinastia
Per la lista dei sovrani di questa dinastia vedi XVI dinastia egizia
In questa dinastia sono raccolti sovrani hyksos di minore importanza e dinasti egizi che, come anche alcuni sovrani della XIII e XIV dinastia, regnarono in qualità di vassalli dei sovrani della XV dinastia, solo su limitate parti dell'Alto Egitto.

La conoscenza che ne possediamo si basa solamente sui ritrovamenti archeologici, quasi sempre scarabei o sigilli a rullo, e quindi, mancando fonti storiche come liste reali o narrazioni è assolutamente impossibile definire una successione cronologica dei sovrani.

## XVII dinastia
Per la lista dei sovrani di questa dinastia vedi XVII dinastia egizia
Con la conquista di Menfi, e della capitale Ity Tawy, da parte dei governanti hyksos della XV dinastia il restante potere dei sovrani menfiti svanisce del tutto, gli ultimi appartenenti alla XIII dinastia non sono altro che sovrani locali che governano, come vassalli degli Hyksos, su piccole parti del Medio Egitto.
Nell'Alto Egitto, e principalmente a Tebe, riprende forza una nuova linea di principi locali (riuniti nella XVII dinastia) che, seppur in un primo tempo probabilmente tributari anch'essi dei sovrani che regnano ad Avaris, aumenteranno la loro forza ed il loro potere fino a poter sfidare, durante il regno dei due ultimi sovrani appartenenti alla dinastia, i governanti hyksos, ed i loro alleati sia esterni (regno di Cush) che interni.
La sequenza dei sovrani della XVII dinastia è tutt'altro che chiara soprattutto per le sue fasi iniziali ed infatti sono numerosi i nomi che, a seconda dell'interpretazione data ai reperti, sono stati inseriti alternativamente nella XIII e nella XVII dinastia.
Il Canone Reale (colonna 11) è estremamente rovinato e sembra riportare, con alcune incongruenze nella attuale posizione di alcuni frammenti, quindici righe, di cui solo una parte leggibili). Nella Sala degli antenati di Thutmose III dell'Akh-Menu a Karnak, sono riportati i nomi dei sovrani, il cui ordine però non è significativo.

Buona parte dei sovrani inseriti nella dinastia è attestata da monumenti ed iscrizioni.

Il presunto fondatore della dinastia Rahotep dovrebbe aver regnato contemporaneamente al governante hyksos Meruserra, secondo sovrano della XV dinastia.

Indicativamente, tutte le date sono da considerare affette ad un errore di almeno più o meno venti anni, la XVII dinastia dovrebbe collocarsi tra il 1640 a.C. e il 1550 a.C. Composta da principi di Tebe, contemporanea della XV e XVI dinastia.